# Syndrome orofaciodigital
 (juin 2023).

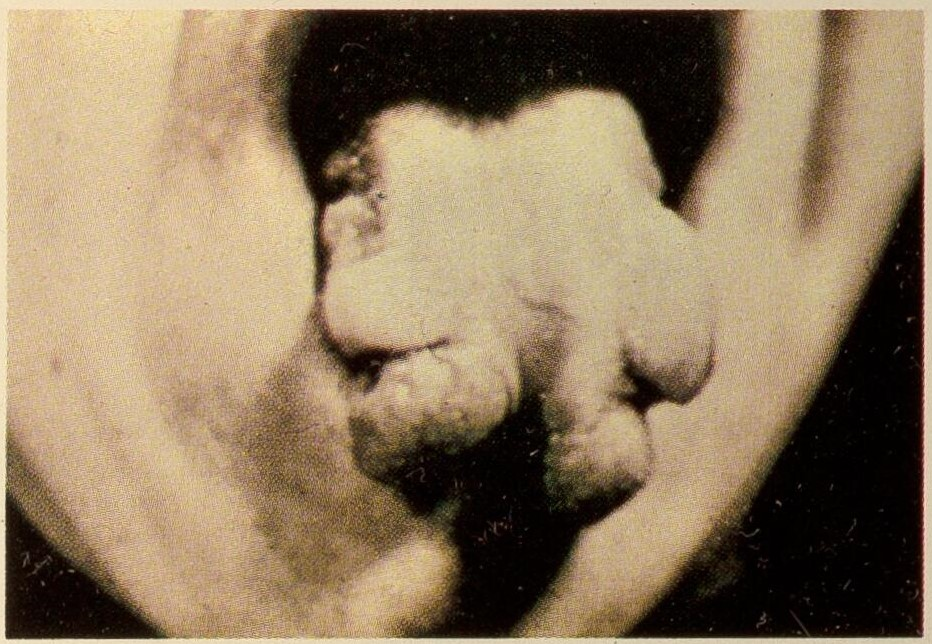
Photographie d'une langue d'un patient atteint d'un syndrome oro-facio-digital

Le syndrome orofaciodigital est un groupe regroupant au moins 13 maladies apparentées qui affectent le développement de la bouche, des traits du visage ainsi que les doigts. Il touche un nouveau-né sur 50 000 à 250 000. La majorité des cas sont de type 1.

## Différents types
| Signes       | O.F.D type 1                                                                            | O.F.D type 2                                                       | O.F.D type 3                                                             | O.F.D type 4                                                                                 | O.F.D type 5              | O.F.D type 6                                                                                 | O.F.D type 7                                                                 | O.F.D type 8                                                                                     | O.F.D type 9                                                      |
| ------------ | --------------------------------------------------------------------------------------- | ------------------------------------------------------------------ | ------------------------------------------------------------------------ | -------------------------------------------------------------------------------------------- | ------------------------- | -------------------------------------------------------------------------------------------- | ---------------------------------------------------------------------------- | ------------------------------------------------------------------------------------------------ | ----------------------------------------------------------------- |
| Bouche       | Absence de dent Dent supplémentaire Division palatine et de la langue Nodules linguales | Division palatine et de la langue Nodules linguales Palais incurvé | Division de la luette Dent supplémentaire Divisions et nodules linguales | Palais incurvé Division palatine et de la langue Nodules linguales Hyperplasie de la frenula | Hyperplasie de la frenula | Palais incurvé Division palatine et de la langue Nodules linguales Hyperplasie de la frenula | Palais incurvé Division palatine Nodules linguales Hyperplasie de la frenula | Palais incurvé Division de la langue Nodules linguales Hyperplasie de la frenula Absence de dent | Division de la langue Nodules linguales Hyperplasie de la frenula |
| Visage       | Télécanthus Hypertélorisme Division labiale médiane Hypoplasie des ailes du nez         | Division labiale médiane Pointe du nez divisè                      | Hypertélorisme Implantation basse des oreilles Nez arrondi               | Micrognathie                                                                                 | Division labiale médiane  | Division labiale Pointe du nez large                                                         | Hypertélorisme Division labiale Asymétrie faciale Marque préauriculaire      | Télécanthus Division labiale médiane Pointe du nez divisè                                        | Division labiale                                                  |
| Main         | Clinodactylie Brachydactylie Syndactylie                                                | Clinodactylie Brachydactylie Polydactylie pré- et postaxiale       | Polydactylie postaxiale                                                  | Clinodactylie Brachydactylie Syndactylie Polydactylie pré- et postaxiale                     | Polydactylie postaxiale   | Clinodactylie Brachydactylie Syndactylie Polydactylie postaxiale ou centrale                 | Clinodactylie                                                                | Polydactylie pré- et postaxiale                                                                  | Brachydactylie Syndactylie                                        |
| Pied         | Polydactylie préaxiale souvent unilatérale                                              | Polydactylie pré- et postaxiale                                    | Polydactylie postaxiale                                                  | Polydactylie pré- et postaxiale                                                              | Polydactylie postaxiale   | Polydactylie préaxiale                                                                       |                                                                              | Polydactylie préaxiale                                                                           | Orteil bifide                                                     |
| Rein         | Rein polykystique à l'âge adulte                                                        |                                                                    |                                                                          |                                                                                              |                           | Agénésie ou dysplasie des reins                                                              | Hydronéphrose                                                                |                                                                                                  |                                                                   |
| Cerveau      | Agénésie du corps calleux Hypoplasie de cervelet ou cérébrale Porencéphalie             | Porencéphalie Hydrocéphalie                                        | Malformation de Dandy-Walker Myoclonie                                   | Porencéphalie Atrophie cérébrale                                                             |                           | Anomalie du cervelet                                                                         |                                                                              |                                                                                                  |                                                                   |
| Squelette    |                                                                                         |                                                                    | Sternum court                                                            | Hypoplasie du tibia Sternum enfoncé                                                          |                           |                                                                                              |                                                                              | Anomalie du tibia et du radius                                                                   |                                                                   |
| Divers       |                                                                                         |                                                                    |                                                                          | Petite taille                                                                                |                           |                                                                                              |                                                                              |                                                                                                  | Anomalie de la rétine                                             |
| Transmission | Dominante liée à l'X                                                                    | Récessive                                                          | Récessive                                                                | Récessive                                                                                    | Récessive                 | Récessive                                                                                    | Dominante liée à l'X Dominante                                               | Récessive liée à l'X                                                                             | Récessive                                                         |

## Sources
1. ↑  (en) « Oral-facial-digital syndrome: MedlinePlus Genetics », sur medlineplus.gov (consulté le 5 avril 2024)

- (en) GeneTests: Medical Genetics Information Resource (database online). Copyright, University of Washington, Seattle. 1993-2005